# Selena Gomez & the Scene: Live in Concert
Selena Gomez & the Scene: Live in Concert es la primera gira de conciertos de la banda estadounidense Selena Gomez & the Scene. Comenzando en otoño de 2009, para promocionar su primer álbum de estudio  Kiss & Tell. La gira llegó principalmente a los Estados Unidos y Reino Unido.

## Actos de apertura
- JLS (Bethlehem)
- Mitchel Musso  (Springfield)

## Repertorio
| 2009 |
| --- |
| 1. "Kiss & Tell" 2. "Stop & Erase" 3. "Crush" 4. "Naturally" 5. "I Won't Apologize" 6. "More" 7. "The Way I Loved You" 8. "I Want It That Way" 9. "I Don't Miss You at All" 10. "Tell Me Something I Don't Know" 11. "Falling Down" 12. "Hot n Cold" Encore 1. "I Promise You" 2. "Magic" Nota: |

| 2010 |
| --- |
| 1. "Round & Round" 2. "Crush" 3. "Kiss & Tell" 4. "More" 5. "You Belong with Me" 6. "I Won't Apologize" 7. "The Way I Loved You" 8. "A Year Without Rain" 9. "I Don't Miss You At All" 10. "Hot n Cold" 11. "Falling Down" 12. "Love Is a Battlefield" 13. "In My Head" 14. "Tell Me Something I Don't Know" Encore 1. "Naturally" 2. "Magic" |

## Conciertos
| Fecha                    | Ciudad               | País           | Lugar de celebración                     |
| ------------------------ | -------------------- | -------------- | ---------------------------------------- |
| 15 de noviembre de 2009  | San Diego            | Estados Unidos | House of Blues                           |
| 21 de noviembre de 2009  | Anaheim              | Estados Unidos | House of Blues                           |
| 28 de noviembre de 2009  | Dallas               | Estados Unidos | House of Blues                           |
| 13 de diciembre de 2009  | Tempe                | Estados Unidos | Marquee Theatre                          |
| 20 de diciembre de 2009  | San Francisco        | Estados Unidos | Palace of Fine Arts Theatre              |
| 7 de febrero de 2010     | San Antonio          | Estados Unidos | AT&T Center                              |
| 11 de febrero de 2010    | Nueva York           | Estados Unidos | Blender Theatre at Gramercy              |
| 14 de febrero de 2010    | Upper Darby Township | Estados Unidos | Tower Theater                            |
| 20 de febrero de 2010    | Uniondale            | Estados Unidos | Nassau Veterans Memorial Coliseum        |
| 21 de marzo de 2010      | Houston              | Estados Unidos | Lugar de celebración10 = Reliant Stadium |
| 5 de abril de 2010       | Londres              | Reino Unido    | O2                                       |
| 14 de agosto de 2009     | Bethlehem            | Estados Unidos | Sands Riverplace                         |
| 15 de agosto de 2009     | Indianápolis         | Estados Unidos | Hoosier Lottery Grandstand               |
| 21 de agosto de 2010     | Springfield          | Estados Unidos | State Fairgrounds Grandstand             |
| 22 de agosto de 2010     | Eureka               | Estados Unidos | Old Glory Amphitheatre                   |
| 11 de septiembre de 2010 | York                 | Estados Unidos | Toyota Grandstand                        |
| 18 de septiembre de 2010 | Pomona               | Estados Unidos | Fairplex Park                            |
| 19 de septiembre de 2010 | Hutchinson           | Estados Unidos | Sprint Grandstand                        |
| 10 de octubre de 2010    | Fresno               | Estados Unidos | Paul Paul Theater                        |

### Cancelados y/o reprogramados
| Fecha               | Ciudad           | Lugar                | Motivo                                                        |
| ------------------- | ---------------- | -------------------- | ------------------------------------------------------------- |
| 28 de julio de 2010 | Harrington       | Exhibit Hall         | Cancelado. Este concierto forma parte de Delaware State Fair. |
| 29 de julio de 2010 | Columbus         | Celeste Center       | Cancelado.                                                    |
| 31 de julio de 2010 | Holmdel Township | PNC Bank Arts Center | Cancelado. Este concierto forma parte de Lilith Fair.         |
| 1 de agosto de 2010 | Hartford         | Comcast Center       | Cancelado. Este concierto forma parte de Lilith Fair.         |

## Ganancias
| Lugar                       | Ciudad        | Entradas vendidas/Disponibles | Ingresos   |
| --------------------------- | ------------- | ----------------------------- | ---------- |
| House of Blues              | Dallas        | 1,741 / 1,741 (100%)          | $1,540,185 |
| Palace of Fine Arts Theatre | San Francisco | 3 000/ 3 000 (100%)           | $900,507   |
| Blender Theatre at Gramercy | Nueva York    | 706 / 706 (100%)              | $1,918,410 |